# Bluestocking

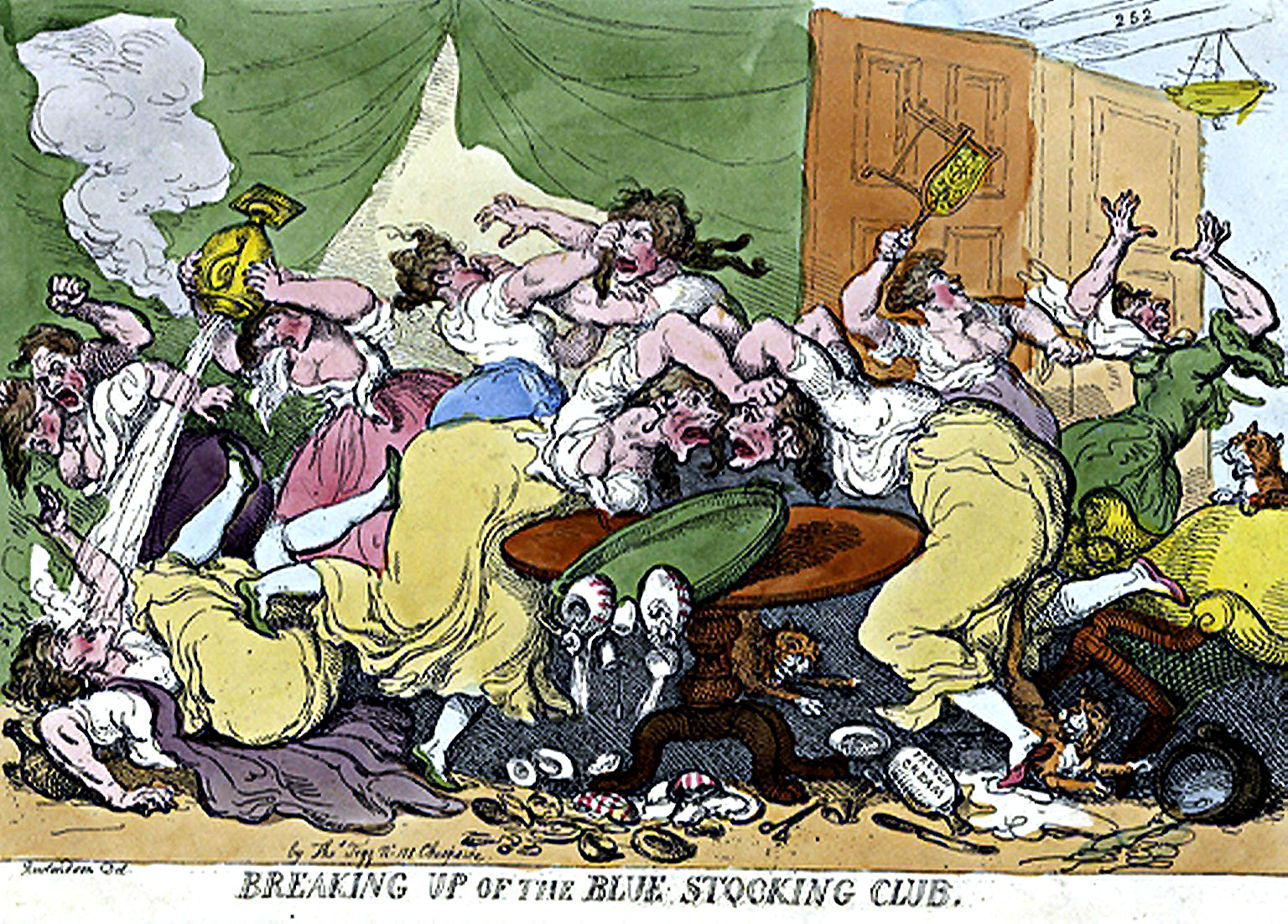
Caricatura de medias azules por Rowlandson

Una bluestocking es una mujer educada, intelectual, originalmente miembro de la Sociedad de las Medias azules (Blue Stockings Society) del siglo XVIII, dirigida por la anfitriona y crítica Elizabeth Montagu (1720–1800), la "Reina de las Azules" (Queen of the Blues), incluyendo Elizabeth Vesey (1715–1791), Hester Chapone (1727–1801) y la clasicista Elizabeth Carter (1717–1806). En la siguiente generación vinieron Hester Lynch Piozzi (1741–1821), Hannah Más (1745–1833) y Frances Burney (1752–1840).
Hasta finales del siglo XVIII, el término se refería a personas instruidas de ambos sexos. Más tarde se aplicó principalmente a mujeres intelectuales y el equivalente francés bas bleu tuvo una connotación similar. Posteriormente se utilizó con una connotación negativa y en algunos casos aquellas mujeres eran estereotipadas como mujer desaliñada (frumpy). La referencia a las medias azules puede surgir de la época cuando las medias de lana peinadas eran una vestimenta informal, en contraste con lo formal, que eran las medias de seda negras de moda. La referencia más frecuente sobre este tipo es hacia un hombre, Benjamin Stillingfleet, quien al parecer carecía de las medias negras formales, pero participó en la Sociedad de las Medias Azules.

## Historia
Una referencia a las bluestockings fue atribuida a John Amos Comenius en su libro de 1638, donde mencionó la antigua tradición de excluir a las mujeres de una educación elevada, citando la Biblia y a Euripides. Aquella referencia, aun así, proviene de la traducción de Keatinge en1896 y no está presente en el texto latino original de Comenius. El nombre pudo haber sido aplicado en el siglo XV a las medias azules llevadas por los miembros de la Compagnie della Calza en Venecia, que fue adoptado en París y Londres; en el siglo XVII se dio a los Covenanters en Escocia, quienes llevaban medias de lana sin blanquear, en contraste con las medias blanqueadas o teñidas de los más ricos. En 1870 Henry D. Wheatley notó que la camarilla de Elizabeth Montagu recibió el nombre de "medias azules" en honor a las medias azules que llevaba el naturalista Benjamin Stillinfleet.
La Blue Stockings Society fue una sociedad literaria dirigida por Elizabeth Montagu y otras en el año 1750 en Inglaterra. Elizabeth Montagu era una anomalía en esta sociedad porque tomó posesión de la propiedad de su marido cuándo él murió. Esto le permitió tener impacto en su mundo. Esta sociedad, fundada por mujeres,  incluyó a muchos miembros prominentes de la sociedad inglesa, hombres y mujeres, entre ellos Harriet Bowdler, Edmund Burke, Sarah Fielding, Samuel Johnson y Frances Pulteney.

### Caricaturas
M.P., una ópera cómic de 1811 por Thomas Moore y Charles Edward Horn, tenía de subtítulo The Blue Stocking (La Media Azul). Contenía un personaje, Lady Bab Blue (la señora de carácter azul), que era una parodia  de las bluestockings.
William Hazlitt dijo: "El bluestocking es el personaje más odioso de la sociedad... se hunde donde sea que la coloquen, como la yema de un huevo, hasta el fondo, y lleva la suciedad con ella."

## Otros usos
- En Japón, una revista literaria Seitõ (Bluestocking) fue lanzada en 1911 bajo la dirección de Raichō Hiratsuka. Se publicó hasta 1916, proporcionando una salida creativa y una plataforma política para las feministas japonesas mientras enfrentaban protestas públicas y censura gubernamental.[8]

- El Toledo Blue Stockings fue un equipo de béisbol de grandes ligas en Toledo (Ohio) entre 1883-1885. Históricamente, el equipo es más conocido por ser el único de grandes ligas con jugadores negros (Moisés Fleetwood Walker y su hermano, Weldy Walke) antes de la aparición de Jackie Robinson con los Brooklyn Dodgers en 1947.

- Bluestockings es el nombre de una librería radical, un café de comercio justo y un centro de activistas administrado por personas voluntarias y de propiedad colectiva ubicado en el Lower East Side de Manhattan (Nueva York) que abrió sus puertas en 1999.

- "The Bluestocking" es el nombre del anuario de Mary Baldwin College, una escuela tradicional para mujeres en Staunton, Virginia.

## Otras lecturas
- Burns, William E. "Bluestockings 18th and 19th centuries" en Reader's Guide to British History  (2003). online
- Demers, Patricia. The World of Hannah More (University of Kentucky Press, 1996)
- Myers, Sylvia Harcstark. The Bluestocking Circle: Women, Friendship and the Life of the Mind in Eighteenth-Century England (Oxford University Press, 1990)
- Robinson, Jane. Bluestockings: The Remarkable Story of the First Women to Fight for an Education (Penguin, 2010)
- Tinker, Chauncey Brewster (1915). The salon and English letters: chapters on the interrelations of literature and society in the age of Johnson. Macmillan. Todo el texto en línea.

- Varios autores (1910-1911). «Encyclopædia Britannica».  En Chisholm, Hugh, ed. Encyclopædia Britannica. A Dictionary of Arts, Sciences, Literature, and General information (en inglés) (11.ª edición). Encyclopædia Britannica, Inc.; actualmente en dominio público.

- Datos: Q11729628
- Multimedia: Bas-bleuisme / Q11729628